# Alberto Lionello
Alberto Lionello (n. 12 iulie 1930, Milano, Regatul Italiei – d. 14 iulie 1994, Fregene, Fiumicino, Lazio, Italia) a fost un actor și moderator de televiziune italian.

## Filmografie selectivă
- 1966	Ce noapte, băieți! (Che notte, ragazzi!), regia Giorgio Capitani